# Couvent des Guillemites de Noordpeene
Le Couvent des Guillemites de Noordpeene est un établissement religieux de l'ordre de Saint-Guillaume fondé en Flandre maritime au XIIIe siècle. Le lieu d'implantation a évolué jusqu'à l'installation à Noordpeene au XVe siècle. Il disparait au moment de la Révolution française.

## Histoire

### Création
Les Guillemites suivent la règle de saint Benoît imposée à l'ordre par le pape Grégoire IX en 1237-1238. Leurs couvents sont peu nombreux par rapport à d'autres ordres monastiques.
Le couvent des Guillemites ou Willemites était encore appelé monastère de Nieulande (monastère de la nouvelle terre, conquise sur les marais en l'occurrence) ou de Notre-Dame-de-Paix ou de Notre-Dame-de-Nazareth. Le 1er avril 1261, Arnould de Guînes, oncle du comte de Guînes et châtelain de Bourbourg Arnould III de Guînes, donne à l'ordre des Guillemins (ou Guillemites, Guillelmites, Willelmites,...) 67 mesures de terre (environ 30 hectares) situées en sa seigneurie de Scoubrouck, près de Lynck, à Eringhem. Il promet de bâtir en cet endroit un oratoire ainsi que les bâtiments nécessaires, et de pourvoir à l'entretien de six frères. La charte d'origine a été publiée par Aubert Le Mire, dans son Opera diplomatica et historica.
Marguerite de Constantinople, comtesse de Flandre, ratifie la donation dès l'année 1262, son fils et comte de Flandre Gui de Dampierre la confirme à son tour en 1268.
Dès la création du couvent, à l'origine simple prieuré, le pape Alexandre IV envisage son union avec d'autres établissements. Son successeur Urbain IV établit une bulle dans la première année de son pontificat, en 1261-1262, autorisant les moines à demeurer indépendants.
En mai 1262, le comte de Guînes et châtelain de Bourbourg, neveu du fondateur, confirme la donation tandis que Marguerite de Constantinople renonce à toute prétention sur ces terres sauf le droit de haute justice (justice seigneuriale).
En 1264, les moines ont un différend puis s'accordent avec l'abbaye de Watten au sujet de dîmes réclamées par celle-ci.
Dans les années qui suivent, plusieurs seigneurs locaux, y inclus les comtes de Flandre, ajoutent des terres aux possessions du couvent, à l'instar en juin 1267 d'Ennelart seigneur de Seninghem.
Le couvent était situé dans le diocèse de Thérouanne ou diocèse des Morins. En 1274, le siège d'évêque de Thérouanne est vacant. En conséquence, il faut qu'un évêque d'un diocèse voisin vienne consacrer comme prévu l'église du couvent.
Puis l'établissement continue de prospérer. En 1296, le comte de Flandre Gui de Dampierre confirme les donations reçues et y ajoute un chemin.
Tout concourt à la prospérité des moines : ils achètent un manoir et en remaniant leur nouvelle propriété, ils découvrent dans le sol un lingot d'argent d'un poids de 22 marcs (un marc valant à peu près 250 grammes, le lingot a un poids de 5,5 kg). Une charte du comte de Flandre Robert III de Flandre établie en 1315 officialise la trouvaille et son appartenance au couvent.
Certains donateurs de terres ou de rentes d'importance obtiennent en échange le droit d'élire sépulture dans l'église du monastère : ainsi quelques paroissiens d'Eringhem ou de communes proches en 1313 qui laissent aux moines de l'ordre de 157 mesures de terre, soit environ 70 hectares, toujours détenus au moment de la disparition de l'établissement.
En 1317, Louis Ier de Nevers, fils du comte de Flandre Robert III, donne une cloche au couvent.

### Évolution
Comme tous les établissements religieux, le couvent ne manque pas de rencontrer des difficultés avec des seigneurs laïcs, autres établissements religieux, prêtres locaux quant à l'interprétation à donner aux droits respectifs de chacun sur les différents biens. En 1307, l'affaire se termine bien pour les moines : Jacquemine de Ravensberghe, demoiselle de le Lacque et son époux Jacques sire de le Lacque, chevalier, en procès avec le couvent renoncent à leurs prétentions et les laissent libres de leurs possessions.
Les papes vont protéger l'établissement, en particulier Innocent VIII en 1485 et après lui Alexandre VI. Les moines sont autorisés à vivre selon la règle de saint Benoît et la constitution et l'habit fixés par Guillaume de Malavalle dit saint Guillaume.
Toutefois, malgré la protection papale, le couvent périclite, les terres qui l'entourent sont souvent inondées, les moines sont peu présents. De plus, après les destructions liées aux guerres dans les années 1380-1383 : révoltes des Gantois contre le comte de Flandre Louis de Male (Révolte des chaperons blancs, Bataille de Roosebeke, Croisade d'Henri le Despenser), l'établissement est quasi abandonné, car ruiné. 
Par la suite et pour une période de quelques années, le monastère déménage à Oudezeele, à la suite d'une donation d'Henri de Briaerde, écuyer, seigneur du lieu en 1457 ou 1458 (Famille de Briaerde). Henri et sa femme Isabelle de Stavele donnent notamment une chapelle à laquelle est attachée une rente annuelle de 8 livres de gros. Le duc de Bourgogne Philippe le Bon entérine et confirme le transfert dans une charte donnée le 28 juillet 1458. Mais ce déplacement reste de courte durée, moins de dix ans : les biens donnés à Oudezeele s'avèrent rapidement insuffisants pour assurer la subsistance des moines. Dès 1464, les moines cherchent à partir. En conséquence, le prieur demande et obtient de Jean de Briaerde, fils d'Henri, le droit d'aller ailleurs. Leur transfert va avoir lieu grâce à un nouveau donateur. 
Selon une source, un Henri de Briaerde a donné, à cette période, la seigneurie d'Oudezeele au couvent. Il peut s'agir d'Henri II ou d'Henri III son petit-fils. Toujours est-il que le prieur du couvent est dit seigneur temporel d'Oudezeele. 

### Implantation à Noordpeene
Le nouveau bienfaiteur, qui obtient, en échange, des prières et offices assurés par les moines, se nomme Josse de Hallewyn (famille originaire d'Halluin) seigneur de Peene (Noordpeene), chevalier, souverain bailli de Flandre et son épouse Jeanne de La Trémouille ou La Trémoille.
Ils donnent en 1467 trente mesures de terre (environ 14 hectares) situées dans la seigneurie de Noordpeene, pour y construire un couvent avec dortoir, réfectoire, chapitre, cloître, église et autres bâtiments estimés nécessaires. Ces terres procuraient un revenu évalué à 36 livres parisis et 20 gros de Flandre par an.
Les bâtiments sont prévus pour sept frères au moins. En contrepartie, les moines feront chaque jour trois messes pour le salut de l'âme du bienfaiteur, de ses ancêtres et successeurs, et les seigneurs du lieu pourront se faire inhumer dans l'église du couvent.
Les religieux doivent également, tous les dimanches et jours fériés, dire, en faveur de l'âme des seigneurs du lieu, la première messe dans l'église de Zuytpeene, afin de donner aux paroissiens de l'endroit la commodité de les rencontrer. Ils étaient rémunérés pour ce service par les revenus tirés de vingt-quatre mesures de terre (environ dix hectares). Le 1er août 1470, le pape Paul II confirme l'adjonction de ces terres aux biens des moines. Les moines doivent encore célébrer la messe dans l'église de Noordpeene tous les jeudis et vendredis.
Les seigneurs successifs de Peene donnent des terres au monastère, ainsi que des rentes annuelles  dont des rentes sur des terres situées à Peene, une dîme à Godewaersvelde, cent mesures de terre (environ 45 hectares) avec un manoir à Leffrinckoucke.
La nouvelle église du couvent est consacrée en 1471 par Jean, évêque suffragant de l'évêque de Thérouanne, Henri de Lorraine-Vaudémont, en présence de Louis de Hallewyn, fils de Josse.
Conformément aux engagements pris, Josse de Hallewyn est enterré dans l'église du couvent avec ses deux épouses : Bonne d'Antoing et Jeanne de la Tremouille. C'est également le cas du fils de Josse, Charles d'Hallewyn, grand bailli de Cassel.
En juillet 1479, Jean de Briaerde, seigneur d'Oudezeele, donne aux moines son moulin de Wormhout.
En 1566, les Gueux saccagent l'église de Noordpeene et le couvent, de même que de nombreuses églises du secteur.
Lors de bataille de la Peene en 1677, le couvent, enjeu des deux armées en tant que point fort pour harceler l'ennemi, est brûlé par les Hollandais qui ne réussissent pas à s'en emparer, pour éviter que les Français ne le prennent,. Il est ensuite rétabli.
Vers 1750, le couvent conserve dans ses possessions 238 mesures (environ 100 hectares) de terres et 691 livres de revenus à Eringhem et Merckeghem.
Un prieur (dirigeant, équivalent de l'abbé) du monastère au XVIIe siècle, Ferdinand Loys, a composé pour la jeunesse un recueil de préceptes en vers sous le titre Den nieuwen Spiegel der Jonckheydt, of  den gulden A, B, C. Paru à Bruges en 1771, puis 1772, plusieurs fois réédité, l'ouvrage est devenu rare. Il était dédié à Ferdinand Van Reninghe, fils de l'ancien bourgmestre de Poperinghe, prince de la chambre de rhétorique de la ville. Au XVIIIe siècle, le livre aurait servi de base à l'enseignement dans les petites écoles.
Le dénommé Jean Baptiste van Grevelynghe, natif de Buysscheure, inspirateur d'un Géant du Nord de la France et de Belgique, travaille au couvent en tant que domestique vers les années 1779-1785. Il y reçoit une bonne éducation (lecture, écriture notamment), lui valant de rédiger le cahier de doléances de sa commune natale lors de la Révolution française.
À la fin du XVIIIe siècle, le couvent est un des trois décimateurs ecclésiastiques de la paroisse de Godewaersvelde. À ce titre, il contribue aux revenus de la cure du village.
Sébastien Beun a pu retrouver des documents évoquant des évènements insolites ayant eu le couvent pour cadre  : un moine accusé d'être le père d'un enfant, un autre enfermé par les autres moines dans une cellule du couvent, ou encore un moine prieur du monastère, totalement grabataire, destitué de sa fonction de prieur au motif de sénilité.

## Disparition
Dans le bailliage de Bailleul correspondant à la Flandre maritime, à l'assemblée du clergé tenue le 31 mars 1789 en vue de la réunion des États généraux, le couvent de Noordpeene est représenté par Dom De Bout.
Le couvent des Guillemites disparait au moment de la Révolution française. Les bâtiments ont été rasés en 1793 ou 1796.
Neuf pères composent alors le monastère. L'un d'eux, sous-prieur, a refusé de prêter serment et a été déporté. il est mort à Malines le 10 septembre 1800.
Les archives, comme celles de tous les établissements religieux supprimés par la Révolution, ont été rassemblées et conservées à Hazebrouck, siège du district dont dépendait le couvent. Elles ont ensuite été dispersées : certains documents ont servi à la confection de cartouches, d'autres ont disparu lors de l'incendie de l'hôtel de ville d'Hazebrouck en 1801.
Le cartulaire retraçant les chartes et donations effectuées en leur faveur était un manuscrit sur parchemin. Il a été vendu avec de vieux papiers achetés par un épicier d'Hazebrouck et racheté par un habitant de Bergues qui l'a communiqué à Louis de Baecker afin qu'il en analyse le contenu.

## Armes
Le Monastère avait pour armes : « D'argent, à une sainte famille composée de la Vierge, de l'enfant Jésus et de sainte Anne, toutes ces figures de carnation, vêtues de différentes couleurs, se tenant par la main et marchant sur une champagne échiquetée de sable et d'argent, surmontées d'un Saint-Esprit en forme de colombe, de laquelle sortent trois rayons d'or tendant un sur chaque figure ».

## Postérité
Il ne reste pas de ruines du monastère. Le lieu-dit Cloosterveld où se trouve la « Ferme du couvent », les bâtiments implantés à cet endroit, un porche portant la date 1741 et le sentier « Chemin du couvent » à Noordpeene témoignent de la présence du couvent sur la commune.